# Kenichi Uemura
Kenichi Uemura (født 22. april 1974) er en japansk fodboldspiller.

## Japans fodboldlandshold
| Japans landshold | Japans landshold | Japans landshold |
| År               | Kmp              | Mål              |
| ---------------- | ---------------- | ---------------- |
| 2001             | 4                | 0                |
| Total            | 4                | 0                |